# Spomen-crkva Našašća Sv. Križa u Zrinu
Spomen-crkva Našašća Sv. Križa u Zrinu je rimokatolička spomen-crkva u selu Zrinu, Hrvatska.
Podignuta je na mjestu stare crkve koja je imala istog zaštitnika, a koja je srušena u četničko-partizanskom pohodu na Malu Gospu 1943. godine (9. i 10. rujna). Svečani blagoslov crkve bio je 14. rujna 2019. godine. Crkveno je zvono tad prvi put zazvonilo nakon više od 76 godina, od 8. rujna 1943. godine.
Misno slavlje i blagoslov crkve predvodio je zagrebački nadbiskup kardinal Josip Bozanić u zajedništvu s domaćim biskupom Vladom Košićem, krčkim biskupom Ivicom Petanjkom (podrijetlom iz ovog kraja), bjelovarsko-križevačkim biskupom Vjekoslavom Huzjakom, pomoćnim zagrebačkim biskupima Ivanom Šaškom i Mijom Gorskim, ravnateljem Zaklade za gradnju crkve u Zrinu mons. Markom Cvitkušićem te tridesetak svećenika. Tom prigodom ploče s imenima 291 ubijenog Zrinjanina, na pročelju crkve, otkrili su svjedoci tih događaja Stjepan Petanjak i Andrija Feketić.
Ova obljetnica okupila je i nekoliko tisuća hodočasnika pristiglih iz cijele Hrvatske, a ponajviše prognanih Zrinjana i njihovih potomaka. Slavlju su nazočili i brojne osobe iz političkog i kulturnog života Republike Hrvatske i Sisačko-moslavačke županije.
Nova spomen-crkva je sagrađena u suvremenom stilu i nije ista kao stara crkva na čijem je mjestu podignuta.